# 김유성 (법학자)
김유성은 대한민국의 법학자이다. 서울대학교 교수, 세명대학교 총장(2008년 4월~2015년 4월), 중앙노동위원회 위원장을 지냈다. 1998년 국민훈장 동백장을 받았다.

## 제자
- 이영희 (1943년)

1. ↑  https://www.donga.com/news/People/article/all/20080412/8566589/1
2. ↑  http://www.jcnews.co.kr/news/articleView.html?idxno=135